# دايفيد وايلدر
دايفيد وايلدر (بالإنجليزية: David Wilder)‏ هو لاعب كرة قاعدة أمريكي، ولد في 14 أكتوبر 1960.